# Ángela de Foligno
Ángela de Foligno (Foligno, Italia 1248-1309) terciaria franciscana, mística y escritora medieval. Es venerada como santa en la Iglesia católica. Su vida es conocida casi exclusivamente a través de su autobiografía o Memorial.

## Juventud y conversión
Ángela nació en el seno de una familia noble de Foligno, ciudad de la región de Umbría (Italia), cercana a Asís. Durante sus primeros años llevó la vida corriente de una mujer de su época, dedicada a su marido y a sus ocho hijos, y con escaso interés por la religiosidad cristiana. Son pocos los datos que se conservan de esta época.
En 1285 Ángela sufrió una crisis interior. En ello tuvo influencia la vida del Beato Pedro Crisci, noble de Foligno que vendió sus propiedades y se dedicó a la penitencia dentro de la Tercera orden de San Francisco. La reacción de sus contemporáneos fue el insulto y la burla. Pero Ángela acabó impresionada por su comportamiento y decidió encomendarse a san Francisco de Asís para encontrar un buen confesor e iniciar una nueva vida. En sueños tuvo una visión del santo donde le comunicaba que se lo concedía. Al día siguiente del sueño se acercó a la catedral de Foligno para confesarse con el obispo. Allí se encontró con fray Arnaldo, franciscano, pariente suyo y capellán del obispo. Acabó confesándose con él e iniciando con ello una nueva etapa de su vida.
Ángela hizo promesa de castidad perpetua y empezó a llevar una vida de penitencia, regalando sus mejores vestidos y privándose de la comida mediante ayunos. Esta nueva actitud le acarreó habladurías entre las gentes. Sufrió además dolorosas pérdidas, muriendo primero su madre, y progresivamente su marido y sus ocho hijos, en breve tiempo.

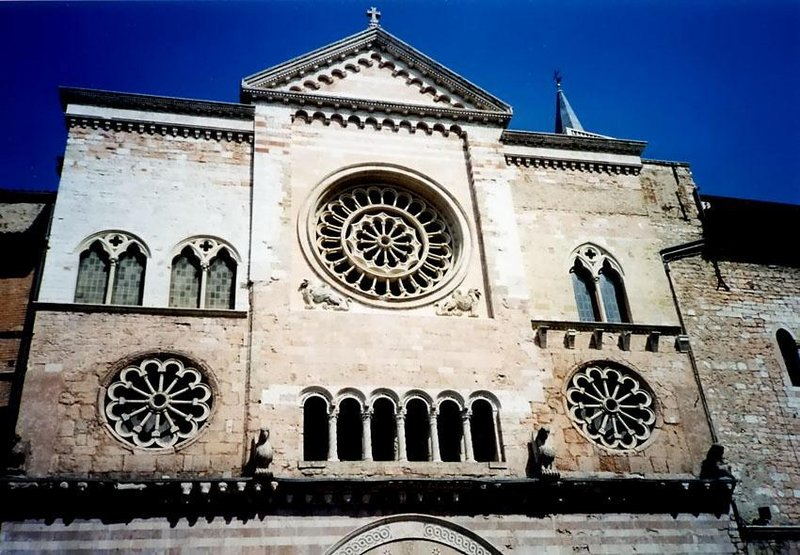
Catedral de San Feliciano de Foligno donde Ángela se encontró con fray Arnaldo

Poco después peregrinó a Roma, y a la vuelta, renunció a todos sus bienes y se asoció con una compañera llamada Masazuola, y se dedicaron a obras de caridad, especialmente la atención a los leprosos. En 1290 ingresó en la Tercera orden de San Francisco.

## Experiencias místicas
A partir de su conversión, Ángela tuvo intensas experiencias místicas, especialmente visiones en torno a la Pasión de Cristo.
En 1291 realizó una peregrinación a Asís para visitar la tumba de san Francisco. En mitad del camino sintió la presencia del Espíritu Santo que la acompañó durante el resto del trayecto hablando con ella. Al llegar a la Basílica de San Francisco de Asís, la dejó. Y Ángela, al sentirse abandonada, en plena entrada de la basílica comenzó a gritar pidiéndole explicaciones de por qué se marchaba. Esto causó la expectación de las gente y se ganó una reprimenda de fray Arnaldo, que vivía entonces en Asís y le prohibió regresar.
Al año siguiente, en 1292, fray Arnaldo fue trasladado nuevamente a Foligno. Al reencontrarse con Ángela, le pidió explicaciones sobre sus gritos. Ella se lo contó todo, haciéndole prometer que no diría nada a nadie. Las explicaciones dadas por Ángela debieron impresionar a fray Arnaldo, pues cambió su actitud, y comenzó a registrar por escrito sus confidencias. Estos escritos darían luego como resultado el Memorial.

## Últimos años
Son pocos los datos que se conservan de la vida de Ángela desde 1296 hasta su muerte. En torno a su persona se constituyó un grupo espiritual que se denominó Cenáculo, entre los que se encontraba Ubertino da Casale. Desarrolló una fuerte actividad epistolar en la que respondía a cuestiones teológicas y a problemas de dirección espiritual. Esta actividad le valió el título honorífico de Maestra de teólogos. Algunos de estos escritos y cartas se recopilaron dando lugar a las Instrucciones.
Ejerció además un papel pacificador entre los franciscanos espirituales y los franciscanos conventuales, las dos corrientes en que se dividió la Orden franciscana por su diferente interpretación de los ideales franciscanos. Un papel más duro tomó respecto a la secta de los Hermanos del Libre Espíritu, a quienes se opuso directamente.

## Obras
Ángela no escribió nada realmente. Como muchas otras escritoras de la Edad Media, se limitó a dictar y luego dar el visto bueno sobre lo escrito. Memorial e Instrucciones se han editado siempre juntos como una única obra. A partir del siglo XV tuvo una notable difusión por toda Europa. Se conservan completos 23 códices. Fue leída y recomendada su lectura por san Francisco de Sales, san Alfonso María de Ligorio, Jacques Bénigne Bossuet, François Fénelon y el cardenal Cisneros, que mandó traducirlos al castellano en 1505.

### El Memorial
El Memorial fue redactado por fray Arnaldo recogiendo las explicaciones de Ángela. Está escrito en latín, aunque también hay algunas palabras en umbro, cuando fray Arnaldo no era capaz de traducirlas al latín. Consta de treinta "pasos", aunque en la redacción original solo se encuentran veintiséis, ya que fray Arnaldo fue incapaz de distinguirlos, y a partir del vigésimo los denominó "pasos suplementarios". El contenido del Memorial abarca desde la conversión en 1285 hasta el año 1296. Tiene el carácter de revelación o diario místico, centrado en las experiencias espirituales, y por tanto con lagunas en los hechos cotidianos.

### Las Instrucciones
Las Instrucciones son un complemento del Memorial. El conjunto de escritos que las componen es muy variado y no está ordenado; hay cartas, relatos autobiográficos, exhortaciones, conversaciones, discursos. El contenido es por tanto diverso, pero siempre de carácter religioso. Al igual que el Memorial, son textos dictados por Ángela a sus discípulos o a quienes le hacían alguna consulta. En ellos se pueden rastrear algunos datos de la última etapa de su vida.

## Doctrina espiritual
Los dos escritos de Ángela son narraciones espontáneas, confesiones, y no tratados ascético-místicos. No siguen ningún programa, sino que reflejan sus vivencias personales. La espiritualidad de fondo es de corte franciscano, cristocéntrica, especialmente en torno a la Pasión. Los treinta pasos del Memorial son un continuo conformarse con Cristo a través de la pobreza, el dolor y la humildad.
Este transformarse en Cristo no solo se realiza en un sentido espiritual e interior, sino que exige también un componente práctico y exterior, que se traduce en el servicio a los pobres, y en la participación de la Eucaristía.
En algunas descripciones puede rastrearse la influencia del Pseudo Dionisio Areopagita, como la visión de Dios en las tinieblas; y de san Bernardo de Claraval, con el símil del hierro incandescente.

## Muerte, beatificación y canonización
Ángela enfermó antes de morir. Se desconoce qué tipo de enfermedad fue. Previendo su muerte, envió una última carta a sus hijos espirituales. Esto reunió en torno suyo a sus discípulos, para acompañarla en el último momento de su vida. Ángela dictó unas últimas palabras a modo de testamento para sus discípulos. Este testamento espiritual de la Beata puede condensarse en esta frase:

Os dejo toda mi herencia, es decir, la vida de Cristo: pobreza, dolor, desprecio.
Instrucción XXXVI

Rodeada de sus hijos espirituales, murió el 4 de enero de 1309. Su cuerpo fue enterrado en la Iglesia de San Francisco del Convento franciscano de Foligno. Inmediatamente fue venerada como santa por el pueblo y la Orden franciscana. En 1547 Paulo III la inscribió en el santoral de la Tercera orden de San Francisco con el título de santa. Inocencio XII en 1693 aprobó su culto en la Orden franciscana sólo como beata, estableciendo como día de fiesta el 30 de marzo . El 30 de abril de 1707 Clemente XI aprobó su culto público de beata en toda la Iglesia católica, estableciendo el 4 de enero como día de su fiesta. El papa Francisco extendió su culto a toda la Iglesia y la proclamó santa el 9 de octubre de 2013.

### Sobre Ángela de Foligno
- Cirlot, Victoria & Garí, Blanca (2008). La Mirada Interior. Escritoras místicas y visionarias de la Edad Media. Madrid: Ediciones Siruela. También Barcelona: Ediciones Martínez Roca. ISBN 978-84-9841-182-9/ ISBN 84-270-2506-8.
- Royo Marín, Antonio (2003). Los grandes maestros de la vida espiritual. Madrid: Editorial BAC. ISBN 84-7914-548-X.
- Ferrini, Giuliano & Ramírez, José Guillermo (2001). Santos franciscanos para cada día. Cesena: Edizioni Porziuncola. ISBN 88-270-0409-2.
- Blasucci, A. (1983). «Ángela de Foligno (beata)». Diccionario de Espiritualidad. Tomo I. Barcelona: Editorial Herder. ISBN 84-254-1264-1.